# Python Imaging Library
Python Imaging Library (ou PIL) est une bibliothèque de traitement d'images pour le langage de programmation Python. Elle permet d'ouvrir, de manipuler, et de sauvegarder différents formats de fichiers graphiques.
La bibliothèque est disponible librement selon les termes de la Python Imaging Library license.
Plus maintenue depuis 2009, elle est remplacée à partir de 2010 par un dérivé proche, Pillow.

## Formats de fichier
La bibliothèque supporte plusieurs formats de fichier, parmi lesquels PNG, JPEG, GIF, TIFF, et BMP.
Il est aussi possible d'ajouter son propre décodeur de fichiers pour étendre le nombre de formats disponibles.